# Insexnyckel

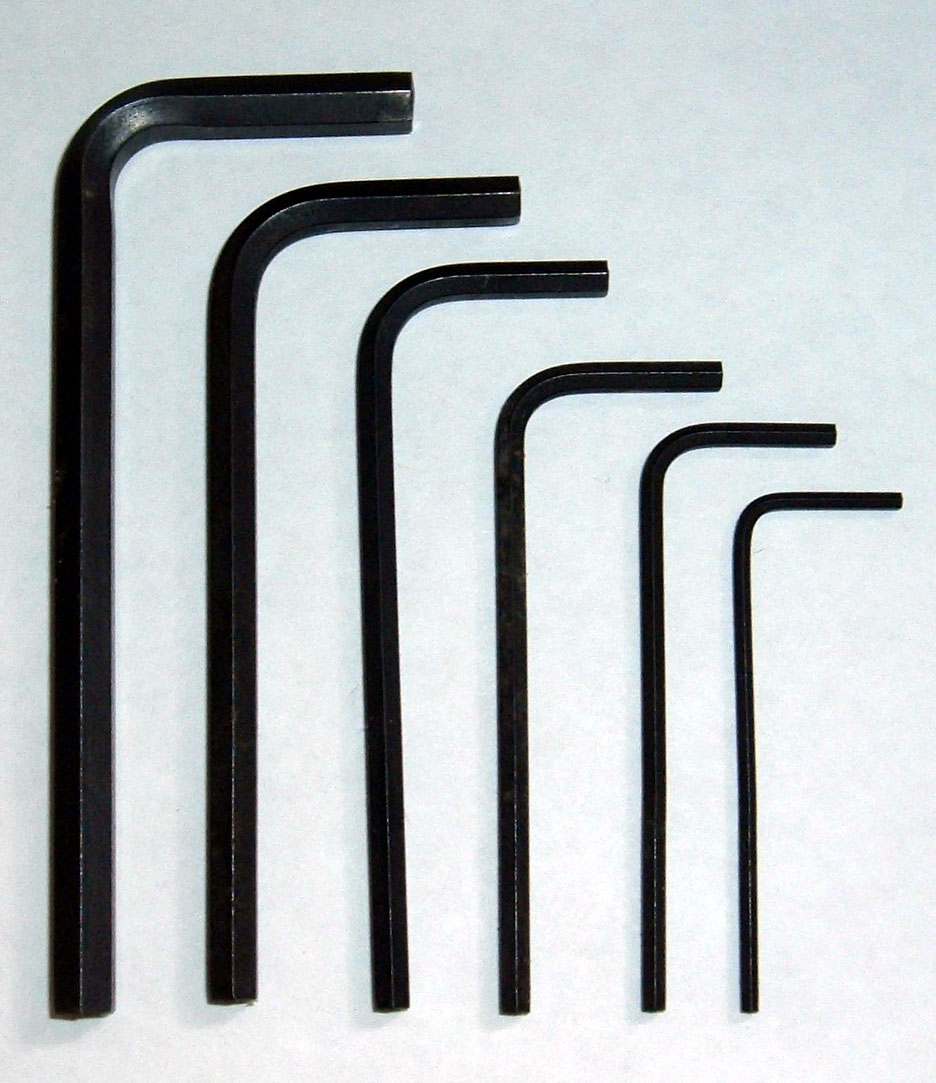
Insexnycklar i olika storlekar

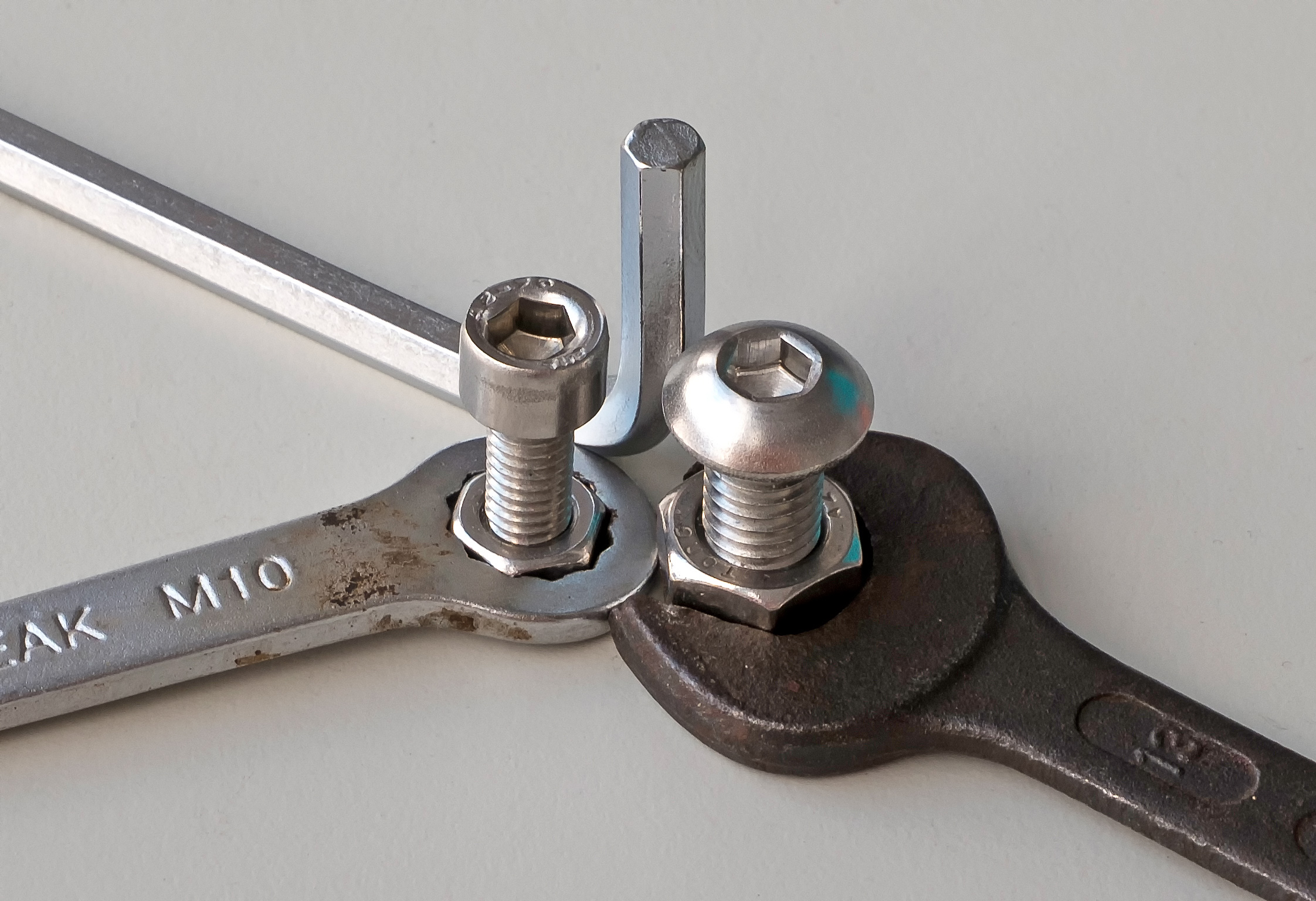
Samma insexstorlek på olika gänga

Insexnyckel eller sexkantsnyckel är ett verktyg som används för att skruva i och ur insexskruv, vilka har sexkantshål i skruvhuvudet. Insexnyckeln består av en stav med sexkantstvärsnitt som är böjd i 90° vinkel vid ungefär en tredjedel av stavens längd. På vissa nycklar är den längre delen avslutad med en kulformad del. Detta för att det ska vara möjligt att på trånga ställen hålla nyckeln vinklad när man drar. Det finns även bits med profiler som passar insexskruv.
Insexskruven medger ett högre åtdragningsmoment än skruv med rakt spår eller krysspår utan att skada hålet. Detta beror också på att insexskruvar kräver skruv i högre hållfasthetsklass än maskinskruv. Insexskruvar finns med olika dimensioner på hålet, både metriska och i tummått.
Ordet "insexnyckel" är belagt i svenska språket sedan 1974. Förledet kommer ursprungligen från skruvtillverkaren Bultens varumärke INSEX 60 för skruv med invändigt sexkantshål.